# Elachyptera coriacea
Elachyptera coriacea är en benvedsväxtart som beskrevs av Lombardi. Elachyptera coriacea ingår i släktet Elachyptera och familjen Celastraceae. Inga underarter finns listade.